# Салават (молитва)
Салават (от мн. ч. араб. صَلَوَات‎ — «молитвы») — молитва, произносимая во время намаза после чтения Ат-Тахията в последнем ракаате.
| Перевод                                                              | Транскрипция                                               | Текст                                 |
| -------------------------------------------------------------------- | ---------------------------------------------------------- | ------------------------------------- |
| О Аллах, благослови (салли) Мухаммада и семейство Мухаммада          | Аллахумма, салли ’аля Мухам-мадин ва ’аля али Мухаммад(ин) | ٱللَّٰهُمَّ صَلِّ عَلَىٰ مُحَمَّدٍ وَعَلَىٰ آلِ مُحَمَّدٍ‎        |
| как благословил Ты Ибрахима и семейство Ибрахима                     | кя-ма салляйта ’аля Ибрахима ва ’аля али Ибрахим(а)        | كَمَا صَلَّيْتَ عَلَىٰ إبْرَاهِيمَ وَعَلَىٰ آلِ إبْرَاهِيمَ‎  |
| Поистине, Ты – Восхваляемый, Прославляемый!                          | инна-кя Хамидумм, Маджид(ун)                               | إنَّكَ حَمِيدٌ مَجِيدٌ‎                         |
| О Аллах, пошли благословения (барик) Мухаммаду и семейству Мухаммада | Аллахумма барик ’аля Мухаммадин ва ’аля али Мухаммад(ин)   | ٱللَّٰهُمَّ بَارِكْ عَلَىٰ مُحَمَّدٍ وَعَلَىٰ آلِ مُحَمَّدٍ‎      |
| как послал Ты их Ибрахиму и семейству Ибрахима                       | кя-ма баракта ’аля Ибрахима ва ’аля али Ибрахим(а)         | كَمَا بَارَكْتَ عَلَىٰ إبْرَاهِيمَ وَعَلَىٰ آلِ إبْرَاهِيمَ‎ |
| Поистине, Ты – Восхваляемый, Прославляемый!                          | инна-кя Хамидумм, Маджид                                   | إنَّكَ حَمِيدٌ مَجِيدٌ‎                         |